# Subestació d'Hidroelèctrica d'Alcoi
La Subestació d'Hidroelèctrica d'Alcoi està situada al carrer Colón número 1 de la ciutat d'Alcoi (l'Alcoià), País Valencià. És un edifici privat d'estil modernista valencià construït l'any 1910. Va ser projectat pels arquitectes Alfonso Dubé (edifici) i Timoteo Briet Montaud (façana i supervisió de tots els detalls arquitectònics durant el seu disseny així com durant tota l'execució de les obres).
Va ser edificat, aprofitant el curs del riu Serpis a instàncies de la companyia elèctrica Hidrola, que posteriorment passaria a cridar-se Hidroelèctrica Espanyola i Iberdrola, successivament.
En la façana principal es pot observar la seua delicada simetria. El reixat del conjunt, de la qual encara es conserven diversos trams, va ser ideada també per Timoteo Briet Montaud. A l'edifici es conserven les típiques característiques de la tendència estilística modernista vienesa Sezession en les seues formes geomètriques i penjants, que van ser un símbol distintiu en les obres de Timoteo Briet.
Durant la guerra civil espanyola l'edifici va ser bombardejat per l'aviació italiana, de manera que van quedar afectats tant a l'edifici com a l'Església de Sant Roque i Sant Sebastià, molt propera a la subestació.
L'edifici està catalogat com a patrimoni artístic i forma part de la Ruta Europea del Modernisme. Va ser restaurat totalment amb la finalitat de situar en ell un hotel.